# Ex:el
『エクセル』（ex:el）とはイギリスのテクノバンド808ステイトが1991年に発表したアルバムである。

## 解説
当時イギリスのスタジオで収録された彼らの通算4枚目のスタジオアルバムである。全英アルバムチャートでは1991年3月16日から2週連続4位を記録した。
当時まだソロデビュー前だったビョーク("Qmart", "Ooops")や、ニュー・オーダーのバーナード・サムナー("Spanish Heart")らをボーカルとしてゲストに迎えた本作は、当時流行の先端であったスペインのイビサ島でのハウスから派生したアシッド・ハウスのみならず、当時最先端のデジタルシンセ系音色、インダストリアル的な質感の雰囲気を思わせる音使い、サンプリングによる打ち込みのソリッドなマシンビートが全面に押し出ており、レイヴカルチャーの最先端を極めていたハードコアテクノ、ブレイクビーツ的アプローチを全面的に取り入れたテクノ、ダンス色の強いアルバムだが、「リフト」のようにニュー・オーダーの楽曲『ラン』を彷彿とさせるようなラウンジ色の強い曲も収録されている。さらに使用機材のネーミングが裏側ジャケットに記載されているのもこのアルバムの特徴的なひとつである。
アルバムからは「キュービック」「イン・ヤー・フェイス」「ウープス」「リフト」がシングルカットされ、「キュービック」が全英シングルチャート最高位10位、「イン・ヤー・フェイス」が同9位を記録、その後「リフト」の新録音ヴァージョン「リフト/オープン・ユア・マインド」もリリースされ同チャートで最高位38位を記録した。また「イン・ヤー・フェイス」は全米ビルボード誌のクラブ・プレイ・チャートでも1位を獲得した。
また、マーティン・プライスはこのアルバムをリリース後に、メンバーを脱退した。

## 収録曲
1. サン・フランシスコ San Francisco - 4:56
2. スパニッシュ・ハート Spanish Heart - 3:51
3. レオ・レオ Leo Leo - 4:01
4. キューマート(Featuring. Björk) Qmart (Featuring. Björk) - 4:58
5. ネファティティ Nephatiti - 4:50
6. リフトLift - 5:12
7. ウープス(Featuring. Björk) Ooops (Featuring. Björk) - 4:41
8. エンパイア Empire - 4:20
9. イン・ヤー・フェイス In Yer Face - 4:54
10. キュービックCübik - 3:44
11. ランブルスコ・カウボーイ Lambrusco Cowboy - 4:05
12. テクノ・ベル Techno Bell - 4:56
13. オリンピック Olympic - 4:21

## 制作
- 作曲・編曲 - 808ステイト
- 作詞 - バーナード・サムナー (#2)、ビョーク (#4, #7)
- プロデューサー - 808ステイト
- エンジニア -  グラハム・マッセイ、マイケル・ハース
- ミックス - アルン・チャクラバティ
- デザイン – ジョンソン・パナス